# Tachycineta albilinea
La golondrina de manglar o golondrina manglera (Tachycineta albilinea) es una especie de ave paseriforme no migratoria de la familia de los hirundínidos (Hirundinidae). Es nativa de América Central, México y Perú.

## Distribución y hábitat
El área de distribución de la golondrina de manglar incluye las zonas costeras Belice, Costa Rica, El Salvador, Guatemala, Honduras, México, Nicaragua, Panamá y Perú.
La población disyunta que vive en la costa de Perú ha generado discusión: aunque se asemeja a la forma típica de la golondrina de manglar, carece de rayas blancas en su cabeza. Mientras es generalmente considerado una subespecie, su aislada ubicación geográfica sugiere que se trate posiblemente de una especie distinta. 
Su hábitat consiste de bosque de manglar subtropical y tropical, pastizales estacionalmente húmedos o inundados, humedales (ríos, arroyos, cataratas, pantanos, ciénagas, lagos), y zonas intermareales.

## Descripción
En promedio esta golondrina tiene una longitud de 13 cm de largo y pesa alrededor de 14g. El pico es  pequeño y negro. La golondrina de manglar adulta tiene el dorso iridiscente verde azulado, la parte inferior y el torso de color blanco, la cola y las plumas de vuelo son negruzcas. Tiene una delgada franja blanca que corre desde el pico hacia arriba del ojo. La hembra suele tener colores más apagados que el macho, y las aves juveniles son de color gris-marrón en la parte superior y gris-marrón blanqueado por debajo.

## Comportamiento
El vuelo de la golondrina de manglar es típicamente directo y bajo sobre el agua. A menudo se posa. Su llamada es un retumbante jeerrrt. 

### Alimentación
Esta especie está estrechamente relacionada con bastante agua, y se encuentra a menudo en pequeños grupos sobre los ríos o lagos, cuando no se reproducen. La golondrina de manglar subsiste principalmente en una dieta de insectos, incluyendo especies de gran tamaño como las libélulas y las abejas. 

### Reproducción
Construye nidos voluminosos en cavidades naturales o artificiales cerca del agua, por lo general por debajo de 2 metros de altura. Los sitios de anidación incluyen agujeros en los árboles y grietas en las rocas o puentes. La puesta de huevos es de tres a cinco huevos blancos que salen del cascarón en 17 días. Los polluelos son alimentados por ambos padres durante 23 a 27 días, hasta que abandonen el nido. Al igual que la golondrina bicolor esta especie es muy agresiva para otros hirundínidos durante la época de cría y los nidos están varios cientos de metros de distancia.